# Замістя (Ярославський повіт)
Замістя (пол. Zamojsce) — давнє українське село в Польщі, у гміні Радимно, Ярославського повіту, Підкарпатського воєводства. Населення — 240 осіб (2011).

## Розташування
Село розташоване за 4 км на південь від Радимно, за 14 км на південний схід від Ярослава та 59 км на південний схід від Ряшева. Село лежить при впадінні потоку Рудка до річки Рада — лівої притоки Сяну.

## Історія
У 1340—1772 рр. село входило до Перемишльської землі Руського воєводства.
У 1772—1918 рр. село було у складі Австро-Угорської монархії, у провінції Королівство Галичини та Володимирії. У 1880 році село належало до Ярославського повіту, нараховувало 38 будинків і 206 жителів, 78 були греко-католиками, 104 — римо-католиками, а 24 — юдеями. Місцева греко-католицька громада належала до парафії Дрогоїв Перемиського деканату Перемишльської єпархії.
У 1919—1939 рр. — у складі Польщі. Село належало до Ярославського повіту Львівського воєводства, гміна Радимно. На 1 січня 1939-го в селі з 270 жителів було 10 україномовних українців, 60 польськомовних українців, 190 поляків, 10 євреїв, місцева греко-католицька громада належала до парафії Дрогоїв Радимнянського деканату Перемишльської єпархії.
В липні 1944 року радянські війська оволоділи цією територією. Радянські окупанти насильно мобілізували чоловіків у Червону армію. За Люблінською угодою від 9 вересня 1944 року село опинилося в Польщі. Польським військом і бандами цивільних поляків почались пограбування і вбивства. Українців добровільно-примусово виселяли в СРСР (14 осіб — 3 родини). Українське населення села, якому вдалося уникнути вивезення до СРСР, попало в 1947 році під етнічну чистка під час проведення Операції «Вісла» і було депортовано на понімецькі землі у західній та північній частині польської держави, що до 1945 належали Німеччині.
У 1975—1998 роках село належало до Перемишльського воєводства.

## Демографія
Демографічна структура станом на 31 березня 2011 року:
|          | Загалом | Допрацездатний вік | Працездатний вік | Постпрацездатний вік |
| -------- | ------- | ------------------ | ---------------- | -------------------- |
| Чоловіки | 124     | 34                 | 80               | 10                   |
| Жінки    | 116     | 27                 | 61               | 28                   |
| Разом    | 240     | 61                 | 141              | 38                   |